# Put van Vlissegem
De Put van Vlissegem is een vijver en natuurgebied in de tot de West-Vlaamse gemeente De Haan behorende plaats Vlissegem, gelegen nabij Warvinge 93. De plas wordt beheerd door het Agentschap voor Natuur en Bos.
Het is een zilte plas welke is ontstaan door winning van zand en klei. De plas is, omdat hij in de winter niet toevriest, van belang voor overwinterende watervogels zoals smient en slobeend. De dodaars broedt er evenals bergeend en kuifeend.
Er is een picknickplaats en een vogelkijkhut aangelegd.